# Zosterops uropygialis
Zosterops uropygialis — вид воробьиных птиц из семейства белоглазковых.

## Распространение
Обитают на островах Кай в Индонезии. Естественной средой обитания являются субтропические или тропические влажные равнинные леса.

## Описание
Длина тела 12.5 см. Верхняя сторона тела птицы окрашена в тусклый желто-зеленый цвет, немного более темный на голове, оперение на крыльях также более темное, почти коричнево-черное. Нижняя сторона тела при этом полностью ярко-желтая, чуть более оливкового цвета по бокам. Особенностью вида является отсутствие прозрачного белого кольца вокруг глаз, где кожа голая. Клюв коричневатый, ноги свинцово-серые.

## Охранный статус
МСОП присвоил виду охранный статус NT. Угрозой для вида считают возможную утрату мест обитания.